# Моя пиратская свадьба
«Моя пиратская свадьба» (англ. Shotgun Wedding) — американский художественный фильм режиссёра Джейсона Мура. В главных ролях в фильме снялись Дженнифер Лопес, Джош Дюамель, Соня Брага и Чич Марин. Съёмки прошли в Бостоне и Доминиканской Республике. Премьера состоялась в Сингапуре 28 декабря 2022 года, а 27 января 2023 года фильм был выпущен на сервисе Prime Video.

## Сюжет
Том и Дарси вместе с родственниками собираются на свадьбу на частном острове на Филиппинах. Как раз в тот момент, когда супруги уезжают, их гостей берут в заложники. Пираты требуют 45 миллионов долларов от отца Дарси Роберта. Он отказывается платить, пока не будет уверен, что Дарси жива.
Дарси и Том попадают в плен отдельно от остальных, но им удается сбежать от похитителей, убив одного из пиратов. Пытаясь избежать поимки, Дарси и Том начинают сомневаться по поводу свадьбы. Загнанный в угол Том прячется в хранилище под офисом управляющего, и Том сдается им, чтобы Дарси могла скрыться.
Когда он возвращается к остальным участникам свадьбы, Том узнаёт, что пиратов нанял бывший жених Дарси Шон. Разоблачив заговор, Шон отправляется на поиски Дарси, взяв в заложницы девушку Роберта — Харриет. Тем временем Дарси присоединяется к Тому и остальным в бассейне, где они с Томом признаются, что всё по-прежнему хотят пожениться.
Участники свадебной вечеринки понимают, что Харриет участвовала в заговоре с Шоном. Том просит двух пиратов, стоящих на страже, позволить им завершить свадебную церемонию, и Роберт говорит, что даст деньги, если они позволят им пожениться. Пока гости поют «I’ll Be», Том и Дарси бросаются на пиратов, и Дарси отбирает у одного из них гранату. Один из пиратов сдаётся, другой убегает, а затем начинает стрелять. Мать Тома Кэрол хватает с земли оружие и открывает ответный огонь. Дарси подбрасывает гранату в воздух, чтобы Том мог метнуть её в пирата, который погибает от взрыва (который также приводит в действие фейерверк, устроенный для празднования свадьбы).
Пока свадебная компания спасается, Дарси и Том бегут за помощью, но на причале их встречает Шон. Том сражается с ним, затем Том и Дарси спасаются в лодке. Харриетт пытается остановить их на вертолете. Шон, которого тащили за веревку вместе с лодкой, забирается на борт и снова борется с Томом, пока Дарси управляет лодкой. Выпустив парасейл Том и Шон оказываются в воздухе. Том спускается по канату на палубу лодки. Том и Дарси перерезают леску, в результате чего парасейл попадает в роторы вертолета, убивая Шона и Харриет. Пока власти берут под стражу оставшихся пиратов, Том и Дарси женятся на берегу.

## В ролях
- Дженнифер Лопес — Дарси Ривера
- Джош Дюамель — Том Фаулер
- Дженнифер Кулидж — Кэрол Фаулер
- Соня Брага — Рената Ортис
- Чич Марин — Роберт Ривера
- Ленни Кравиц — Шон Хокинс
- Стив Коултер — Ларри Фаулер
- Мелисса Хантер — Джинни Фаулер

## Производство и премьера
Впервые о фильме стало известно 29 января 2019 года. Райан Рейнольдс получил главную роль.
27 октября 2020 года Дженнифер Лопес получила главную женскую роль. Арми Хаммер заменил Рейнольдса (который в итоге выступил исполнительным продюсером фильма) в качестве исполнителя главной мужской роли в фильме, а затем отказался от участия в фильме в январе 2021 года в связи с обвинениями в жестоком обращении.
В феврале 2021 года Джош Дюамель получил главную роль заменив Хаммера. Соня Брага и Дженнифер Кулидж также получили роли в фильме. 16 февраля 2021 года Ленни Кравиц, Чич Марин, Д’Арси Карден, Селена Тан, Десмин Боргес и Алекс Маллари-младший вошли в актёрский состав. 7 мая 2021 года Кэлли Эрнандес и Стив Колтер присоединились к актерскому составу фильма.
Изначально съёмки планировалось начать летом 2019 года, но затем они были перенесены на 22 февраля 2021 года. Съёмки проходили в Бостоне и Доминиканской Республике. Лопес объявила в Instagram, что основные съёмки завершились 22 апреля 2021 года.
Первоначально премьера фильма была запланирована на 29 июня 2022 года. В марте 2022 года Amazon Studios приобрела права на фильм для Prime Video и выпустил его 26 января 2023 года. Фильм был выпущен в кинопрокат в Сингапуре, а 27 января 2023 года вышел на потоковом сервисе.

## Восприятие
На сайте Rotten Tomatoes фильм имеет рейтинг 44 % основанный на 111 отзывах, со средней оценкой 5.1/10. На Metacritic средневзвешенная оценка составляет 46 из 100 на основе 28 рецензий.